# Lijst van Noord-Amerikaanse indianenvolken

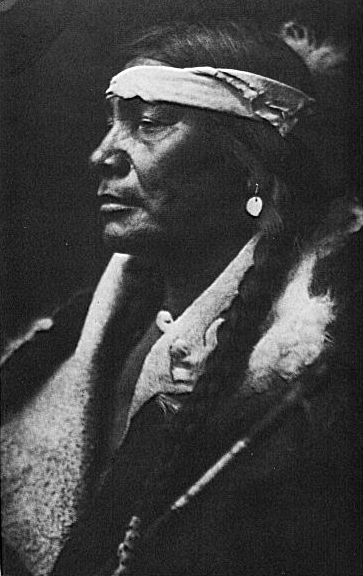
Gros Ventre of Atsina, oorspronkelijke bewoners van het Noord-Amerikaanse prairiegebied, 19e eeuw

De indianenvolken van Noord-Amerika kunnen worden ingedeeld volgens de regio waar zij leefden of leven. Hieronder volgt een lijst met indiaanse volken en (politieke) confederaties uit het heden en verleden. Bij de grotere volken en confederaties zijn waar mogelijk hoofd- en subdivisies vermeld. Sommige volken of confederaties, of divisies ervan, leven verspreid over meer dan één regio en worden dienovereenkomstig meer dan eenmaal vermeld.

## Uitleg

### Indeling naar endoniem
De alfabetische lijst is zo consequent mogelijk gerangschikt op het endoniem (sic: eigennaam: naam waarmee een volk zichzelf aanduidt); de meest gangbare exoniemen (sic: namen waarmee volken in de buitenwereld bekendstaan), soms voorafgegaan door een of meer alternatieve endoniemen, staan er tussen haakjes achter vermeld. De reden om op endoniem te rangschikken is, dat het om namen gaat die steeds vaker zowel in officiële (wetenschappelijke) publicaties als door het grote publiek worden gebruikt. De inspanningen van de afgelopen drie decennia door inheemse organisaties en sleutelfiguren om de politiek en het grote publiek in hun land vertrouwd te maken met de naam die ze van oudsher voor zichzelf gebruiken (en dan bij voorkeur gespeld volgens het eigen fonetische systeem), is hier grotendeels debet aan. Het argument dat ze de namen waarmee ze door de eeuwen heen bij buitenstaanders bekend zijn geworden - vaak gaat het om een Europese verbastering van een minachtende of vulgair getinte naam die een inheems buurvolk hen eens gaf - als ongewenst paternalistisch, zo niet ronduit beledigend ervaren, begint steeds meer gehoor te vinden in de dominante maatschappij. Bekende voorbeelden hiervan zijn: Lakota, exoniem: (Teton) Sioux en Ho-Chunk, exoniem: Winnebago. Meestal gaat het om een volk of natie dat voor de eigen naam kiest als getuigenis van een hernieuwd politiek-cultureel zelfbewustzijn. Voorbeelden hiervan zijn: Kwakiutl, tegenwoordig: Kwakwaka'wakw en Navajo, tegenwoordig: Dineh. Ook hier blijkt dat de dominante maatschappij steeds meer vertrouwd raakt met deze endoniemen.
Soms is de gangbare benamig weliswaar een endoniem, maar kiest het betreffende volk voor een andere spellingwijze, die beter bij het eigen orthografische systeem past. Voorbeeld: Niska wordt tegenwoordig gespeld als Nisga'a (zie Indianen uit het subarctisch gebied).
Er zijn ook volken en naties die - om praktische redenen - ervoor kiezen bekend te blijven onder de naam die hen door buitenstaanders is gegeven; in die gevallen wordt het endoniem weliswaar eerst genoemd, maar het artikel waarnaar vervolgens een link is gelegd, heeft als titel het (meest gangbare) exoniem. Voorbeelden hiervan zijn Apache (endoniem: N'de) en Comanche (endoniem: Neme-ne). Twee voorbeelden van een volk dat omwille van een hardbevochten juridische status voor een nieuwe naam heeft gekozen, zijn de Sault Tribe of Chippewa Indians (de oorspronkerlijke benaming voor zichzelf is Anishinaabe-Baawitigowininiwag), en de Timbi-sha (uit het Grote Bekken), die oorspronkelijk Koso-Panamint heten.
In het geval van de Cree is bewust voor het exoniem Cree gekozen aangezien er een enorm grote variëteit aan verschillende Cree-groepen en gemeenschappen bestaat die elk hun eigen endonieme aanduiding gebruiken; daarbij komt dat er gewoonweg geen verzamelbegrip bestaat voor alle Cree-groepen.
In relatief veel gevallen is er bewust voor gekozen om een artikel een exoniem als titel te geven, omdat het gaat om een naam die zo in het "collectieve bewustzijn" van het grote publiek is gegrift, dat het endoniem tot (te veel) verwarring zou leiden. Waarbij als criterium wordt gehanteerd, dat het betreffende volk het gebruikte exoniem niet als vernederend of beledigend lijkt op te vatten. Enkele voorbeelden: Kickapoo, endoniem: Giiwigaabaw, Cheyenne, endoniem: Tsitsistas, Cherokee, endoniem: Ahniyvwiya, Shoshoni, endoniem: Newe en Mohawk, endoniem: Kanien’kehaka.
Een voorbeeld van een inheemse natie waarvoor een exoniem (Ojibweg) is gekozen als artikelnaam omdat het de enige manier lijkt om spraakverwarring te voorkomen, zijn de Anishinaabeg. 'Anishinaabe(g)', is namelijk ook de naam waarmee een grote federatie van Algonkin-sprekende volken - waar de eigenlijke Anishinaabeg deel van uitmaken - mee wordt aangeduid. Het exoniem 'Ojibweg' (in Canada: Ojibwa of Ojibwa(y)) verdient de voorkeur boven het exoniem 'Chippewa'. Ook hier weer is de combinatie van twee factoren bepalend: laatstgenoemd exoniem wordt door de meerderheid van de Anishinaabeg in de VS als symbool van Amerikaanse onderdrukking opgevat, én de dominante Amerikaanse samenleving blijkt de laatste jaren in toenemende mate rekening te houden met dit sentiment.

### Gebruik van de aanduiding indianen
De emancipatie wat naamgeving betreft wordt zowel in de VS als Canada steeds meer geprofileerd vanuit de inheemse gemeenschappen zelf; dit vanwege een groeiend cultureel en politiek zelfbewustzijn. De adjectieven Indian en American Indian worden in de VS steeds meer door Native American (substantief: Native Americans) vervangen, en in Canada door aboriginal (substantief: First Nation). Aangezien er in Nederland en Vlaanderen geen bevredigende 'politiek correcte' vertaling voorhanden is (inheems-Amerikaans of inheems-Canadees komt er misschien nog het dichtste bij), wordt hier in principe gekozen voor de aanduiding indianen (substantief) en indiaans (adjectief) - mede omdat in er het Nederlandse taalgebied geen sprake is van een negatieve bijbetekenis noch verwarring met Indiërs.

### Gebruik van de aanduiding stam

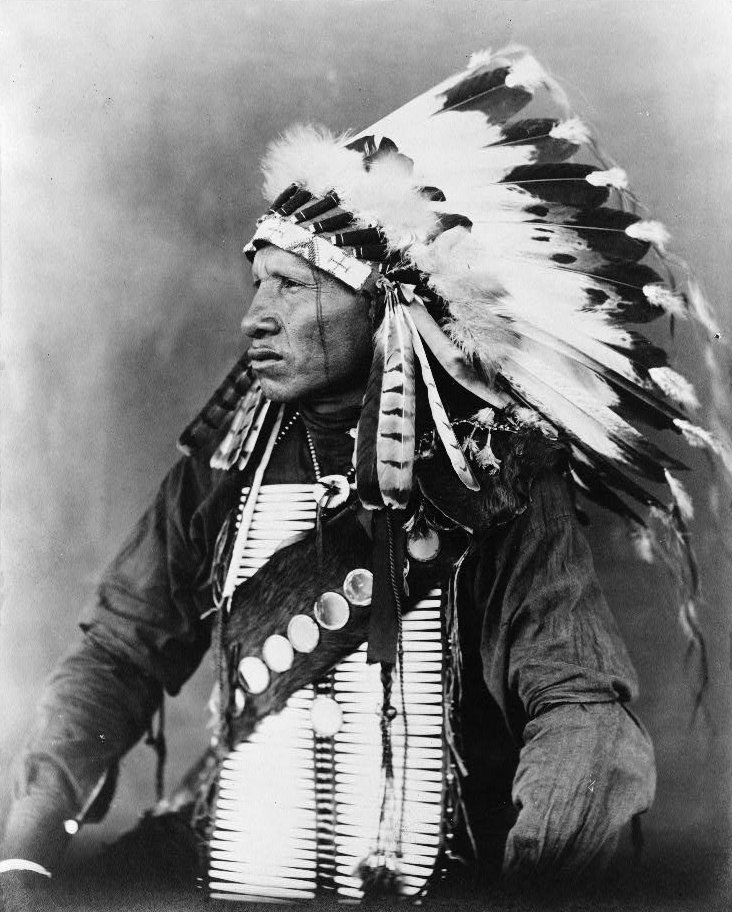
Oglala Lakota Opperhoofd Red Bird, ca. 1908

Onderstaande volkenlijst vermijdt, met name waar het de interne verwijzingen betreft, zo veel mogelijk de aanduiding stam waar volk, natie of confederatie wordt bedoeld. ‘Stam’ is een vertaling van het Anglo-Amerikaanse tribe (of het Anglo-Canadese band), wat zoveel wil zeggen als: een etnische of raciale groep (met name in een ‘primitieve’ en/of nomadische cultuur) die onder leiding van een of meer leiders in een gemeenschap leeft.
Het gaat hier om een term die afkomstig is uit de culturele antropologie, een westerse wetenschap die ver afstaat van de culturele identiteit en het collectieve spirituele wereldbeeld van de inheemse volken in kwestie. Historisch gezien is de aanduiding ‘stam’ bovendien dikwijls door de Euro-Amerikaanse en Euro-Canadese overheersers gebruikt om, uit door politieke en militaire overwegingen ingegeven eigenbelang, de oorspronkelijke landsgrenzen en culturele identiteit en van de inheemse volken te ‘verleggen’, respectievelijk te ‘herschrijven’. Ook in de huidige tijd sluiten het tribal government-systeem in de VS en het band government-systeem in Canada niet of nauwelijks aan bij de traditionele besturen van veel inheemse naties.
De meeste inheemse volken in de VS, die de antropologische context van het begrip als paternalistisch en neerbuigend ervaren en zich bovendien bewust zijn van de historisch politieke lading die het woord heeft, kiezen er sinds de jaren 60 van de twintigste eeuw dan ook in toenemende mate voor om zichzelf niet langer als Tribe (stam) aan te duiden, maar als 'people' (volk) of 'Nation' (Natie). Hetzelfde geldt voor de Canadees-indiaanse bevolking, die de aanduiding ‘First Nation’ prefereert. Onderstaande lijst houdt hier rekening mee; dáár waar het desbetreffende volk om politieke redenen zèlf de aanduiding 'tribe' (of 'band') hanteert, is deze kwalificatie - met name in het artikel waar intern naar verwezen wordt - uiteraard gewoon overgenomen.

## Indianen van het subarctisch gebied
- Ahtna
- Anishinaabeg
  - Noordelijke Ojibwa
    - Ojibweg (volk)
    - Anishininiwag (Oji-Cree, Severn Ojibwe)

  - Plains Ojibwa
    - Nakawininiwak (Nakawēk, Bungee, Saulteaux)
- Atikamekw (Nehiraw)
- Babine
- Chilcotin
- Cree
  - Eeyouch, Eenouch (James Bay Cree, Eastern Cree)
    - Iyiyiw, Eeyouch (Northern James Bay Cree)
    - Iyniw (binnenland) en Iyyiw (kust) (Southern James Bay Cree)

  - Maškēkowininiwak (Swampy Cree)
  - Mōsonī / ililī (Moose Cree)
  - Paskwāwiyiniwak / Nēhiyawak (Plains Cree)
    - Māmihkiyiniwak (Downstream People)
      - Kātēpwēwi-sīpīwiyiniwak (Calling River / Qu'Appelle Cree)
      - Wāpošwayānak (Rabbit skins)
      - Pasākanacīwiyiniwak (Touchwood Hills Cree, Saulteaux) – Punnichy, Saskatchewan
      - Nēhiyawi-pwātak (Cree-Assiniboine / Young Dogs)

    - Natimiyininiwak (Upstream People)
      - Amiskwacīwiyiniwak (Beaver Hills Cree)
      - Wāskahikaniwiyiniwak (House Cree)
      - Paskokopāwiyiniwak (Parklands Cree / Willow Cree)
      - Sīpīwininiwak (River Cree)
      - Sakāwiyiniwak (Northern Plains Cree / Western Woodland Cree / Bush Cree)

  - Woodland Cree
    - Asinīskāwiyiniwak (Rocky Cree)
    - Sakāwithiniwak / Nīhithawak (Woods Cree)
- Dakelh (Carrier)
- Degexit’an (Ingalik)
- Dene
  - Chipewyan
  - Yellowknives
  - Tlicho (Dogrib)
  - Slavey (Etchaotinne, Slave, Dene Tha)
- Gwich'in (Kutchin)
- Gitxsan (Coast Tsimshian)
- Han
- Holikachuk
- Innu
  - Iyiyiw, Innu (Naskapi)
  - Innu-aimun (Montagnais)
    - Innu (Eastern Montagnais)
    - Nehilaw en Ilniw (Western Montagnais)
- Kaska (Eastern Nahani)
- Kawchottine (Hare)
- Kolchan
- Koyukon
- Mountain
- Nisga'a (Niska, Coast Tsimshian)
- Satudene (Bear Lake)
- Sekani
- Tagish
- Tatsanottine (Yellowknife)
- Lower Tanana
- Middle Tanana
- Upper Tanana
- Tahltan (Western Nakani)
- Tlingit (Inland Tlingit)
- Tanacross
- Tanaina
- Dunne-Za (Tsattine, Beaver)
- Tsetsaut
- Ts'msyan (Tsimshian)
- Noordelijke Tutchone
- Zuidelijke Tutchone
- Wet'suweten

## Indianen van Californië
- Achomawi
- Ahwahnechee, Ahwahnee
- Atsugewi
- Cahuilla
- Chemehuevi
- Chumash
  - Barbareño
  - Cruzeño, Island Chumash
  - Inezeño, Ineseño
  - Obispeño
  - Purisimeño
  - Ventureño
- Chilula
- Chimariko
- Coso
- Cupeño
- Eel River-Athabaskische volken
  - Lassik
  - Mattole, Bear River
  - Nongatl
  - Sinkyone
  - Wailaki, Wai-lakki
- Esselen
- Hupa, Hoopa, Natinixwe
  - Tsnungwe, South Fork Hupa
- Juaneño, Acagchemem
- Kamia
- Karok, Karuk
- Kato, Catho
- Kawaiisu, Nuwa, Nuooah
- Kitanemuk
- Klamath
- Kucadikadi
- Kumeyaay, Tipai-Ipai, Kamia, Diegueño
  - Cuyamaca complex
  - Ipai
    - Jamul

  - Mesa Grande
  - Tipai
- La Jolla Complex
- Luiseño, Payomkowishum
- Maidu
  - Konkow
  - Mountain Maidu, Northeastern Maidu
  - Nisenan, Southern Maidu, Valley Maidu
- Miwok, Miwuk, Mi-Wuk, Me-Wuk
  - Coast Miwok
  - Lake Miwok
  - Saklan
  - Plains and Sierra Miwok
- Modoc
- Mojave, Mohave
- Mono
  - Eastern Mono
  - Western Mono, Monache
- Northern Paiute
- Ohlone, Costanoan
  - Awaswas
  - Chalon
  - Chochenyo
  - Karkin
  - Mutsun
  - Ramaytush
  - Rumsen
  - Tamyen
  - Yelamu
- Patayan
- Pauma Complex
- Pomo
- Quechan
- Salinan
  - Antoniaño
  - Migueleño
- Serrano, Taaqtam
- Shasta
  - Konomihu
  - Okwanuchu
- Tataviam, Alliklik, Fernandeño
- Timbisha
- Tolowa
- Tongva, Gabrieleño, Fernandeño,
- Tübatulabal
  - Bankalachi
  - Palagewan
  - Tubatulabal
- Wappo
- Washo, Washoe
- Whilkut
- Wintun
  - Nomlaki, Central Wintu
  - Patwin
    - Suisun, Southern Patwin

  - Wintu
- Wiyot
- Yana
  - Yahi
- Yokuts
  - Chukchansi, Foothill Yokuts
  - Northern Valley Yokuts
  - Tachi, Southern Valley Yokuts
- Yuki, Ukomno'm
  - Huchnom
- Yurok

## Algonkiaanse stammen in het oosten van Noord-Amerika
- Mi'kmaq (Micmac) is het Algonkiaanse volk van Nova Scotia, Kaap Breton Eiland, Prins Edward Eiland en New Brunswick. Hier woonden de eerste indianen die kennis maakten met Europeanen. De originele bevolking bedroeg 5.000 en tegenwoordig is de omvang groter.
- Wôbanakiak (Abenaki) is de naam van een belangrijk deel van de Algonkiaanse indianen uit Maine in het dal van de rivieren de Penobscot, Kennebec, Androscoggin en Saco, maar ook de Penobscot horen erbij.
- Wolastoqiyik (Malecite) en Peskotomushkati (Passamaquoddy) zijn twee Abenaki-volken die uit elkaar gegaan zijn na de koloniale oorlogen, de ene, de Malecite in New Brunswick, Canada en de andere in Maine, USA.
- Pennacook is een groep Algonkianen bij de rivier de Merrimac, in New Hampshire.
- Massachusett is de naam voor een groep Algonkianen in het tegenwoordige Massachusetts.
- Pocomtuc is een klein volk in westelijk Massachusetts en aangrenzend Connecticut en Vermont.
- Nipmuck is een groep van indianen uit centraal Massachusetts.
- Wampanoag, Nauset, Sakonnet zijn volken uit Rhode Island en het zuidoostelijke gedeelte van Massachusetts en naastliggende eilanden.
- Nanigansek (Narraganset) bewoonden het grootste deel van Rhode Island. De huidige groep Narraganset woont bij de Narraganset Bay.
- Niantic is een groep, verdeeld in een oostelijk deel van Rhode Island, samen met de Nanigansek, en in een westelijk deel van Connecticut bij het Pequot volk.
- Mohiingan (Mohegan) - Pequot is één volk, in het meest belangrijke deel van oostelijk Connecticut; gedeeld in twee delen in het begin van de 17e eeuw, het ene deel pro en het andere deel anti Engels. Oorspronkelijk waren de Pequot een subnatie van de Mohiingan.
- Montaukett of Montauk of Metoac indianen van oostelijk Long Island zijn verschillende kleine subdivisies van de Mohiingan; bekend door hun productie van schelpkoraalparels en kralen.
- Wappinger of Mattabesec is de naam van een aantal van kleinere volken uit het westelijke deel van Connecticut en de vallei van de rivier de Hudson, New York.
- Munsee/Muheconneok, in het Nederlands: Mohikanen; niet te verwarren met de Mohiingan, dit volk woonde in de Hudsonvallei ten noorden van de Wappinger tot Albany. Er zijn nog 600 Mohikanen over.
- Lenni-Lenape (Delaware) is het belangrijkste volk aan de Atlantische kust in het dal van de rivier de Delaware in Pennsylvania, New York, New Jersey en Delaware. Er waren verschillende andere kleine subdivisies, maar de belangrijkste waren de Minisink (Munsee) en Unami. Ongeveer 6.000 leden van de twee laatstgenoemde volken zijn nog aanwezig.
- Shawano (Shawnee) zijn waarschijnlijk het meest belangrijke volk in het oude noordwestelijke Ohio gebied, maar hun oude territorium was de rivier de Cumberland in Tennessee.
- Ojibweg (Ojibwe, Anishinaabeg, Anishinaabe) is ook een van de grootste volkeren, hun land lag aan de noordelijke kusten van het Huron meer, maar vanaf de 17e eeuw zwermden ze uit naar het oosten en westen. Uiteindelijk hielden ze een immens verbrokkeld gebied van Quebec tot Brits-Columbia, alhoewel hun thuisland eigenlijk de Great Lakes zijn. In oostelijk Ontario zijn de Mississaugas en Nipissing, de noordelijke Ojibweg die de noordelijke oevers van de Great Lakes bezetten, en samen met de Odaawaag (Ottawa) Manitoulin Island. De zuidelijke Ojibweg van Michigan, Wisconsin en Minnesota worden van oudsher door de Euro-Amerikanen 'Chippewa' genoemd; de Ojibweg die een reservaat bij Sault Ste. Marie bewonen noemen zichzelf 'Sault Tribe of Chippewa Indians'. De westelijke uitbreiding van de Ojibweg naar Lake Winnipeg en Saskatchewan in de 18e en 19e eeuw was een gevolg van de pelshandel. Dit volk was bekend als de Saulteaux; een paar groepen trokken naar de vlakten en noemden zich Bungi.
- Odaawaag (Odawa, Ottawa) bewonen Manitoulin Island en noordelijk Michigan. Pontiac was een Odaawaa van geboorte. Een aantal zuidelijke groepen trok westwaarts om uiteindelijk te belanden in Oklahoma, de rest bleef in hun oude territorium in Michigan met het overgrote deel op Manitoulin Island, waar ze nog steeds verblijven.
- Bodéwadmik (Potawatomi) zijn nauw verwant aan de Ojibweg en Odaawaag; hun oude verblijfplaats was het lagere schiereiland van Michigan. Omstreeks 1690 waren ze in Green Bay en omstreeks 1720 in zuidelijk Michigan.
- Assegun (Mascouten) is een historisch volk uit zuidelijk Michigan, later zochten ze bescherming bij de Kickapoo, nadat ze bijna volledig uitgeroeid waren door de Fransen.
- Giiwigaabaw (Kickapoo) is een groep van zo'n 3.000 Algonkianen die zich vestigden tussen de rivieren de Fox en de Wisconsin in het huidige Wisconsin en later in de 18e eeuw in Illinois en Indiana.
- Mamaceqtaw (Menominee), dit volk leefde nabij Green Bay en de rivier de Menominee in Wisconsin. Het voornaamste middel van bestaan was het oogsten van wilde rijst, hetgeen samen met jagen en vissen de basis vormde van hun economie.
- Asakiwaki (Sac, Sauk) en Meskwakihaki (Mesquakie, Fox) zijn twee verwante Algonkian volken. De Fox leefden langs de rivier met dezelfde naam in Wisconsin en de Asakiwaki in Green Bay.
- Wea en Piankashaw waren voorheen subdivisies van de Myaamiaki; ze voegden zich bij Peoria. Enkele bleven in Indiana. Rond 1650 waren er 5.000.
- Illiniwe, deze Algonkianen leefden langs de rivieren de Illinois en de Mississippi in het huidige Illinois; het eerste contact met de Fransen was omstreeks 1667. Hun aantal werd sterk verminderd van 10.000 tot 200 door oorlogen met de Haudenosaunee/Irokezen en de pokken.
- Myaamiaki (Miami) waren bij de eerste ontmoeting met de Europeanen nabij Green Bay, Wisconsin, maar rond 1680 zaten ze aan de rivier de Kalamazoo, Michigan, toen trokken ze naar Indiana langs de rivieren de Wabash en de Miami. Uiteindelijk vestigden ze zich in Oklahoma onder de namen Miami.

## Indianen van de oostelijke woudgebieden
- Anishinaabeg (Nishnaabeg)
  - Ojibweg
    - Zuidoostelijke Ojibweg
      - Ojibweg
      - Misi-zaagiwininiwag (Mississauga)

    - Zuidwestelijke Ojibweg (Chippewa)

  - Bodéwadmik (Potawatomi, Neshnaabi)
  - Odaawaag (Ottawa, Nishnaabe)
  - Odishkwaagamiig
    - Omàmiwininiwak (Algonkin, Algonquin)
      - Kichesiprini
      - Weskarini (Algonkin)

    - N’Bissing (Nipissing)
- Asakiwaki (Sauk, Sac)
- Assegun (Mascouten; Bone) (Historisch volk)
- Attiwandaronk (Neutral)
  - Aondiron
  - Ongniaahraronon
- Beothuk
- Chesapeake
- Dakota (Isanyati, Santee Sioux) (Zie: Indianen van de prairies)
- Erie (Eriez)
- Fox: zie Meskwakihaki
- Giiwigaabaw (Kickapoo, Kikapú)
- Haudenosaunee (Ongwe Hongwe, Iroquios, Six Nations, Irokezen)
  - Gayugaho:no (Cayuga)
  - Kanien’kehaka (Mohawk)
  - Onyota’a:ka (Oneida)
  - Ondowahgah (Seneca)
  - Onoda’gega (Onondaga)
  - Skaruren (Tuscarora)
- Ho-Chunk (Ho-Chungra, Winnebago)
  - Báxoǰe (Iowa)
- Hopewell (Historisch volk)
- Huron: zie Wendat
- Illiniwek (Illinois)
  - Cahokia
  - Cepoussa (Chepoussa)
  - Chinko(a)
  - Espemnka
  - Kaskaskia
  - Korakoenitanon
  - Maroa
  - Maingwena
  - Michigamea
  - Omouahaos
  - Peoria
  - Tamaroa
  - Tapouaro (Tapouro)
- Irokezen (zie Haudenosaunee)
- Iswa (Catawba)
- Laurentian Iroquois (Laurentian)
- Lenni-Lenape (Delaware)
  - Minsi
    - Minisink (Munsee)
      - Espachomy (Esopus)
        - Catskill
        - Mamekoting
        - Waranawonkong
        - Wawarsink

    - Munsee/Muheconneok (Mahican)

  - Ramapough (Ramapough Mountain Indians, Ramapough Lenape)
  - Unami
  - Unalachtico
    - Loup A
    - Loup B
    - Lumbee
- Mamaceqtaw (Omaaeekwnomenew, Menominee, Menomini)
- Mascouten (Zie Assegun) (historisch volk)
- Massachusett
- Menominee, Menomini: zie Mamaceqtaw
- Meskwakihaki (Fox)
- Mingo (Ohio Seneca)
- Mississauga (Ook wel beschouwd als subnatie van de Ojibweg)
- Myaamiaki (Miami)
  - Wea
  - Piankeshaw
  - Atchakanouen
  - Kilatika
  - Pepikokia
  - Mengkonkia
- Mi'kmaq
- Mohiingan (Mohegan)
  - Pequot
  - Shinnecock
  - Nanigansek (Nahahiganseck, Naiaganset, Narragansett)
  - Montaukett (Montauk)
  - Niantic (Nehantic)
- Nanticoke (Choptank)
- Nanticoke Lenni-Lenape (Nanticoke Lenape Indians)
- Natick
- Nipmuck (Nipmuc, Pocamtuck)
- Pamlico
- Paugusset
- Petun (Tobacco)
- Pocumtuk
- Poospatuck
- Powhatan
  - Accomac (Accawmacke)
    - Accohannock (Annemessex)

  - Appamattuck
  - Arrohateck
  - Chiskiack
  - Mattaponi
  - Kecoughtan
  - Pamunkey
  - Powhatan
- Piscataway (Conoy)
- Sauk, Sac: zie Asakiwaki
- Secotan
- Shawano (Shawnee)
- St. Lawrence Iroquoian (Historisch volk)
- Susquehannock (Conestoga, Andaste)
- Tobacco: zie Petun.
- Tutelo (Historisch volk)
- Tionontati (Tobacco)
- Unquachog
- Wabanaki
  - L'nu'k (Mi'kmaq, Micmac)
  - Wôbanakiak (Abenaki (Abnaki))
    - Accominta
    - Amaseconti
    - Arosaguntacoock
    - Kennebec (Caniba)
    - Missiasik
    - Norridgewock (Abenaki)
    - Ouarastegouiak
    - Peskotomushkati (Passamaquoddy, Etchemin)
    - Patsuiket,
    - Pennacook (Penakuk, Panukkog, Peenecooks, Penagooge, Penakook, Penecooke, Penicoock, Penicook, Penikook, Pennacokes, Pennacooke, Pennagog, Pennecooke, Pennekokes, Pennekook, Pennokook, Penny Cook, Penny-Cooke, Pennykoke, Pinnekooks, Pnoacocks, Ponacoks, Sagadahoc)
    - Penobscot
    - Pigwacket (Pequawket)
    - Rocameca
    - Sokoki
    - Wawenoc
    - Wolastoqiyik (Maliseet, Malécite, Etchemin)
- Wampanoag: zie Wôpânaak
- Wenrohronon
- Winnebago: zie Ho-chunk
- Wôpânaak (Wampanoag)
  - Aquinnah
  - Nantucket
  - Nauset
  - Mashpee
  - Patuxet
  - Pokanoket
  - Pocasset
- Wappinger
- Wendat (Wyandot, Huron)
- Wyandot, Wyandotte: zie Wendat
- Wenro

## Indianen van het Grote Bekken
- Koso
- Mono
- Newe (Nene, Neme, Newe, Numu)
  - Sosogi (Sosoni, Shoshoni, Shoshone)
    - Northern Shoshoni (Snake)
    - Western Shoshoni (Newe)
      - Koso (Panamint)
        - Timbi-sha

    - Southern Shoshoni

  - Yuhaviatam (Serrano)
  - Neme (Paiute)
    - Northern Valley Paiute
    - Numa (Paviotso, Banate, Northern Pauite)
    - Southern Paiute
      - Nüwüwü (Nuwuwi, Chemehuevi)
      - Kawaiisu (Nuwa, Nuooah, Tehachapi, Caliente, Paiute (oneigenlijke benaming!))

  - Pan-akwati (Bannock)
  - Ute
  - Kutsipiuti (Goshute, Gosiute, Shosnoni-Goship)
- Washo

## Indianen van het hoogland(plateau)
- Cayuse
- Celilo
- Chilcotin (Zie Tsilhqot'in)
- Coeur d'Alene (Schee-tsu-umsh: zie Salishan)
- Upper Chinookan
- Columbian (Southern Salish; zie Salishan)
- Colville (Nsilxcín - Southern Salish; zie Salishan)
- Confederated Salish and Kootenai Tribes of the Flathead Nation (politieke confederatie; zie Ktunaxa, Salishan)
  - Bitterroot Salish (Flathead; zie Salishan)
  - Kalispel (Pend d'Oreille; zie Salishan)
  - Ktunaxa (Kootenai; zie Ktunaxa)
- Confederated Tribes of the Colville Reservation
  - Chelan (Southern Salish; zie Salishan)
  - Colville (Southern Salish; zie Salishan)
  - Entiat (Southern Salish; zie Salishan)
  - Methow (Southern Salish; zie Salishan)
  - Nespelem (Southern Salish; zie Salishan)
  - Nez Perce of Chief Joseph's Band (Zie Sahaptin)
  - Nxaʔamxcín/Sinkiuse-Columbia (Southern Salish; zie Salishan)
  - southern Okanagan (Southern Salish; zie Salishan)
  - Palus (Southern Salish; zie Salishan)
  - San Poil (Southern Salish; zie Salishan)
  - Sinixt (Southern Salish; zie Salishan)
  - Wenatchi (Southern Salish; zie Salishan)
- Confederated Tribes of the Umatilla Indian Reservation
  - Cayuse
  - Umatilla (Zie Sahaptin)
  - Walla Walla (Zie Sahaptin)
- Cowlitz (Zie Salishan)
- Flatbow
- Flathead (Southern Salish; zie Salishan. Zie ook: Confederated Salish and Kootenai Tribes of the Flathead Nation)
- John Day
- Kalispel (Southern Salish; zie Salishan)
- Kittitas (Zie Sahaptin)
- Klamath
- Klikitat (Klickitat; zie Sahaptin)
- Ktunaxa ((Kootenay (Canada), Kootenai (VS) San'ka))
  - Skalsi'ulk (Upper Kootenay)
    - Shushwap (Kinbasket) (politieke subdivisie; zie Secwepemc)

  - Yaqan Nu’kiy Ktunaxa (Lower Kootenai)
- Lilloet (St'át'imc; zie Salishan)
- Lil'wat (Lower St'at'imc; zie Salishan)
- Lower Snake
- Modoc
- Molala
- Nez Perce (Zie Nimíipuu)
- Nicola
- Nimíipuu (Nimpau, Nez Perce) (Zie Sahaptin)
- Okanagan (Nsilxcin; zie Salishan)
- Palouse (Zie Sahaptin)
- Palus (Palouse; zie Sahaptin)
- Pend d'Oreilles (Southern Salish/Kalispel; zie Salishan)
- Rock Creek
- Sahaptin
  - Taidnapam (Upper Cowlitz) (Zie ook: Salishan → Coast Salish)
  - Kittitas (Upper Yakima)
  - Klikitat (Klickitat)
  - Nimíipuu (Nimpau, Nez Perce)
  - Palus (Palouse)
  - Pshwanwapam (Pswanwapam)
  - Skinpah (Skin)
  - Tenino (Warmsprings)
  - Tygh (Upper Deschutes)
  - Umatilla
  - Walla Walla
  - Wanapum
  - Wauyukma
  - Wyam (Lower Deschutes)
  - Yakama (Yakima)
- Salishan (Zie ook Indianen van het Noordwesten)
  - Coast Salish
    - Cowlitz
      - Kawlic (Lower Cowlitz; behorend tot de Salishan taalfamilie!)
      - Taidnapam (Upper Cowlitz; behorend tot de Sahaptian-taalfamilie!)

  - Interior Salish
    - Northern Salish
      - Nlaka'pamux (Ntlakapmuk, Thompson River, Thompson Salish, Thompson, Hakamaugh, Klackarpun, Couteau, Knife Indians)
        - Lytton
        - Nicola Valley
        - Spuzzum (Boston Bar)
        - Thompson Canyon

      - Secwepemc
        - Eastern Shuswap
          - Kinbasket
          - Shuswap Lake

        - Western Salish
          - Canim Lake
          - Chu Chua
          - Deadman's Creek–Kamloops
          - Fraser River
          - Pavilion-Bonaparte

      - St'át'imc (Lillooet, Lilloet)
        - Lower St'at'imc
          - Lil'wat (Mount Currie Indian Band)
          - Skátin
          - Samahquam
          - Xa'xtsa

        - Upper St'at'imc
          - Cácl'ep (Xa'xlip, Fountain First Nation, Fountain Indian Band)
          - Lh7us (Slosh)
          - Nxwísten (Bridge River Band)
          - Nquayt (Nkiat)
          - N'quatqua
          - Ohin
          - Sekw’el’wás
          - Seton Lake First Nation
          - Skeil
          - T'ít'q'et
          - Tsaľálh (Shalalth)
          - Ts'kw'aylacw (Pavilion Indian Band)

    - Southern Salish
      - Nxaʔamxcín (Sinkiuse, Columbian)
        - Chelan
        - Columbia (Columbian, Moses Columbia)
        - Entiat
        - Wenatchee (Wenatchi, Pesquous)

      - Schee-tsu-umsh (Coeur d'Alene, Snchitsuʼumshtsn)
      - Nsilxcín (Colville, Okanagan, Nsíylxcən, ta nukunaqínxcən)
        - Northern Colville
          - Penticton
          - Quilchena & Spaxomin
          - Sinixt (Head Of The Lakes, the Lakes)
          - Similkameen
          - Vernon

        - Southern Colville
          - Lakes-Colville-Inchelium
          - Methow
          - Nesilextcl'n (N'pooh-le, San Poil, Sanpoil)
          - Nespelem
          - Southern Okanogan

      - Spokane-Kalispel-Bitterroot Salish-Upper Pend d'Oreille
        - Kalispel (Qalispé, Pend d'Oreille)
          - Chewelah
          - Lower Kalispel (Qlispé, Lower Pend d'Oreille)

        - Salish (Bitterroot Salish, Flathead)
          - Upper Pend d'Oreille (Čłqetkʷmcin, Qlispé)

      - Spokan (Spokane)
- Sanpoil (Southern Salish; zie Salishan)
- Schee-tsu-umsh (Southern Salish; zie Salishan)
- Secwepemc (Shushwap; zie Salishan)
- Spokan(e) (Southern Salish; zie Salishan)
- St'át'imc (Northern Salish; zie Salishan)
- Taidnapam (Upper Cowlitz; Salish-volk behorend tot de Sahaptian taalfamilie. Zie Sahaptin en Salishan)
- Tenino (Warm Springs; zie Sahaptin)
- Thompson (Nlaka'pamux; zie Salishan)
- Tsilhqot'in (Chilcotin, Tsilhqut'in, Tŝinlhqot’in, Chilkhodin, Tsilkótin, Tsilkotin)
- Umatilla (Zie: Confederated Tribes of the Umatilla Indian Reservation, Sahaptin)
- Upper Nisqually
- Walla Walla (Zie: Confederated Tribes of the Umatilla Indian Reservation en Sahaptin)
- Wanapum (Sahaptin)
- Wasco

## Indianen van het Noordwesten
- Alsea
- Anishinaabeg (Ojibweg)
  - Saulteau Nation of British Columbia
- Applegate
- Bella Bella
- Bella Coola (Zie Nuxalkmc)
- Calapooia, Calapuya of Kalapuya
  - Noordelijke Kalapuya
  - Centrale Kalapuya
  - Zuidelijke Kalapuya
- Chasta Costa
- Chehalis (Zie Salish)
- Chimakum (Zie Salish)
- Chetco
- Chilliwak
- Chinook
- Clatsop
- Clatskanie
- Comox
- Coos
- Lower Coquille (Zie Salish)
- Upper Coquille
- Cowlitz (Zie Salish)
  - Kawlic (Lower Cowlitz)
  - Taidnapam (Upper Cowlitz)
- Cowichan (Zie Salish)
- Duwamish
- Eyak
- Galice
- Haida
- Haihai
- Haisla
- Halkomelem
- Heiltsuk
- Hoh
- Kimsquit
- Kitimat
- Klallam
- Klemtu
- Klickitat
- Koskimo
- Kwakwaka'wakw (Kwagiulth, Kwakiutl)
- Kwalhioqua
- Kwantlem
- Kwatami
- Lummi
- Lushootseed
- Makah
- Muckleshoot
- Musqueam
- Nanaimo
- Niskwalli
- Nooksack
- Nisqually
- Nuxalkmc (Bella Coola) (maken onderdeel uit van de Coast Salish groep; zie ook Indianen van het Hoogland)
- Pentlatch
- Puyallup
- Quileute
- Quinault
- Rogue River
- Saanich
- Salishan
  - Coast Salish
    - Chehalis
    - Chimakum
    - Cowichan
      - Quwutsun
      - Skwxwu7mesh
      - Semiahmoo
      - Penelakut
      - Lyackson
      - Lamalcha

    - Cowlitz
      - Kawlic (Lower Cowlitz; behorend tot de Salishan taalfamilie!)
      - Taidnapam (Upper Cowlitz; behorend tot de Sahaptian-taalfamilie!)***Duwamish

    - Halalt
    - Homalco
    - Klallam
    - K'omoks (Comox)
    - Klahoose
    - Lamalcha (Hwlitsum)
    - Lummi (Lhaq'temish)
    - Lyackson
    - Malahat
    - Muckleshoot
    - Musqueam (Hmethkwyem)
    - Nisqually
    - Nooksack (Noxwsʼáʔaq)
    - Nuxalkmc (Bella Coola)
    - Penelakut
    - Pentlatch
    - Puyallup
    - Quallicum
    - Snaw-naw-as
    - Stz'uminus (Chemainus) (Snaw-naw-as)
    - Snuneymuxw (Nanaimo) (Snaw-naw-as)
    - Sliammon (Tla'amin)
    - Saanich (WSANEC)
    - Samish
    - Sawhewamish (Sʼəhiwʼabš)
    - Semiahmoo (SEMYOME)
    - Snokomish
    - Shishalh (Sechelt)
    - Siletz
    - Skagit
      - Lower Skagit (Whidbey Island Skagits)
      - Upper Skagit

    - Skokomish (Twana)
    - Swinomish
    - Snohomish (Sduhubš)
    - Snoqualmie (Sduqwalbixw)
    - Songhees (Lekwungen)
    - Squamish
    - Squaxin
    - Stillaguamish
    - Stó:lõ
      - Aitchelitz
      - Chawathil
      - Cheam
      - Kwantlen
      - Kwikwetlem
      - Katzie
      - Leq' a: mel
      - Matsqui
      - Popkum
      - Seabird Island
      - Skawahlook (Tait)
      - Shxw'ow'hamel
      - Skway (Shxwhá:y)
      - Skowkale
      - Skwah
      - Soowahlie
      - Sts'Ailes (Chehalis, BC)
      - Sumas
      - Tzeatchten
      - Yakweakwioose

    - Suiʼaẋbixw
    - Suquamish (Suqwabš)
    - Swinomish
    - Tsawwassen
    - Tsleil-Waututh
    - T'Sou-ke
    - Tulalip (Dxwlilap)
    - Xacuabš

(Einde Coast Salish-volkeren)
- Nuxalkmc (Bella Coola) (maken onderdeel uit van de Coast Salish groep; zie ook Indianen van het Hoogland)
- Samish (Zie Coast Salish)
- Sauk-Suiattle
- Sechelt
- Shoalwater Bay
- Siletz
- Siuslaw
- Skagit (Zie Coast Salish)
- Skokomish (Zie Coast Salish)
- Sliammon
- Snohomish (Zie Coast Salish)
- Songish (Zie Coast Salish)
- Sooke
- Squaxin Island (Zie Coast Salish)
- Spokane
- Stillaguamish
- Squamish (Zie Coast Salish)
- Swinomish (Zie Coast Salish)
- Tait
- Takelma
- Talio
- Tillamook
- Tlatlasikoala
- Tlingit
- Tolowa-Tututni
- Tsimshian
- Tulalip
- Twana
- Umpqua
- Upper Skagit (Zie Coast Salish)
- Oowekyala
- Yaquina

## Indianen van de prairies
| N.B.: De namen van volken die in reservaten in Indian Territory in Oklahoma leven, zijn van een sterretje (*) voorzien. Relatief veel van deze volken komen oorspronkelijk van buiten het prairiegebied. |

- A'aninin (Atsina, Gros Ventre)
- Absaroke (Apsáaloke, Crow)
- Ahniyvwiya* (Cherokee)
  - Ahniyvwiya (Keetowah Cherokee)*
- Aranama
- Arapaho (zie Inuna-ina)
- Arikara (zie Kadohadacho >> Sahnish)
- Atsina
- Ayisiniwak
  - Chippewa Cree
- Besawunena
- Báxoǰe (Iowa) (Zie Chewere/Ho-Chunk)
  - Iowa Tribe of Oklahoma
  - Iowa Tribe of Kansas and Nebraska
- Blackfoot (zie Niitsitapi)
- Bodéwadmi (Citizen Potawatomi)*
- Chahta* (Choctaw)
- Cherokee* (zie Ahniyvwiya)
- Chewere/Ho-Chunk
  - Bah-Kho-Je (Iowa, Ioway, Báxoǰe)*
  - Missouri
  - Otoe (Oto)
  - Otoe (Otoe-Missouria)*
  - Chahiksichahiks (Pawnee, Paneassa)
    - Tcawi (Chaui)
    - Kithehahki
    - Pitahauerat
    - Panimaha (Skidi, Wolf Nation, Pawnee Loup)

  - Chahiksichahiks (Pawnee nation of Oklahoma)*
- Cheyenne (zie Tsitsistas)
- Chikasha* (Chickasaw)
- Comanche (zie Newe → Neme-ne)
- Crow (zie Absaroke)
- Dhegiha
  - Omaha
    - Kansa (Kaw)*
    - Niukonska (Wazaze, Osage)*
    - Ponca*
    - Umon’hon (Omaha)

  - Quapaw*
- Gaigwu (Kiowa)
- Giiwigaabaw (Kickapoo)*
- Doustioni (Dotchetonne)
- Gros Ventre (zie A'aninin)
- Hasinai
- Hidatsa (zie Nuxbaaga)
- Illiniwek (Illinois)*
  - Peoria (Incl. Kaskaskia, Michigamea, Maingwena & Piankeshaw-Miami)*
- Inuna-Ina (Arapaho)*
- Iowa, Ioway (see Chewere/Ho-Chunk)
- Kadohadacho (Caddo Federatie)
  - Adai
  - Anadarko
  - Cahinnio
  - Guasco
  - Haina
  - Hasinia (Teyas, Tejas, Teyshe, Atakapa)
    - Akokisa (Historisch volk)
    - Atakapa (Western Atakapa)
      - Bidai
      - Deadose
      - Patiri
      - Tlacopsel

    - Han
    - Ishak (Eastern Atakapa, Attacapa)
    - Jumano
    - Kitikiti’sh (Kirikirish, Wichita)
      - Tayovayas (Tawehash, Wichita)*
      - Tawakarchu (Tawakoni)
      - Waco
      - Yskani
      - Akwesh
      - Asidahetsh
      - Kishkat
      - Korishkitsu
      - Kichai (historisch volk)
      - Karankawa
      - Tonkawa

  - Kadohadacho (Caddo)
  - Nakanish
  - Nakogdoche
  - Namidish
  - Nantasaho
  - Nasoni (?)
  - Natchitoches
  - Necanhan
  - Neches
  - Sahnish (Arikara, Arikaree, Ree)
    - Panimaha (Skidi) (Historisch volk; opgegaan in de Chahiksichahiks Natie)

  - Yatasi
- Kgoy-goo (Kiowa)
- Kickapoo (zie Giiwigaabaw)
- Kiowa (zie Kgoy-goo)
- Kitsai
- Lenni-Lenape
  - Lenni-Lenape (Delaware)
  - Eastern Delaware*
  - Western Delaware*
  - Minisink (Christian Munsee)*
- Mandan (zie Numakiki)
- Muskogi (Muskogi, Muskogee)
  - Alabama-Quassarte (Alibamu-Koasah, Alabama-Coushatta, Alibama-Coushatti)
  - Muskogi (Muskogee, Creek) (Incl. Cahokia & Hitchiti)*
  - Kialegee Creek *
  - Thlopthlocco Creek *
- Myaamia (Miami)*
- Nawathinehenena
- Nêhiyawak (Plains Cree)
- N’de (Apache)
  - (Lipan) Apache*
  - Plains Apache
  - Kiowa Apache*
- Niitsitapi (Blackfoot Natie)
  - Aamsskáápipikani (Pikuni, South Peigan Blackfoot)
  - Aapátohsipikáni (Pikuni, North Peigan Blackfoot)
  - Siksikáwa (Siksika, Blackfoot)
  - Káínaa (Kaina Nation, Blood)
- Neme-ne (zie Newe)
- Newe (Shoshoni)
  - Wind River Shoshoni (Eastern Shoshoni)
    - Neme-ne (Comanche)*
- Numakiki (Mandan)
- Nuxbaaga (Hidatsa, Minitari, Minnetaree)
  - Awatixa
  - Awaxawi
  - Nuxbaaga (Hidatsa)
- Oceti Sakowin (Sioux, Great Sioux Nation)
  - Dakota (Isanti, Santee Sioux)
    - Mdewakantonwan
    - Wahpetonwan
    - Sisitonwan
    - Wahpekute

  - Nakota
    - Ihanktonwan (Dakota, Yankton)
    - Ihanktowana (Dakota, Yanktonai)
      - Nakoda (Stone)
        - Assiniboine (Nakoda)
        - Stoney (Nakoda)

  - Lakota (Titonwan, Teton Sioux)
    - Hunkpapa
    - Oglala
      - Payabya
      - Tapisleca
      - Kiyaksa
      - Wajaje
      - Itesica
      - Oyuhpe
      - Wagluhe

    - Sihasapa (Blackfeet, Blackfoot Sioux)
    - Sichangu (Brulé)
      - Upper Sichangu
      - Lower Sichangu

    - Miniconjou
    - Itazipacoala (Sans Arcs)
    - Oonhenunpa (Two Kettles)
- Ojibweg (Anishinaabeg)
  - Nakawēk (Bungee, Saulteaux, Plains Ojibwe)
  - Minisink (Chippewa Munsee)
  - Chippewa Cree (zie Ayisiniwak)
- Odaawaag (Ottawa)*
- Ondowahgah (Seneca Iroquios) (Incl. Gayugaho:no/Cayuga Iroquois, Erie & Conestoga/Susquehannock)*
- Osage (zie Dhegiha → Omaha → Niukonska)
- Pawnee (zie Kadohadacho → Chahiksichahiks)
- Sac & Fox
  - Asakiwaki (Sauk, Sac)*
  - Meskwakihaki (Fox)*
- Seminole*
- Sioux: zie Oceti Sakowin
- Shawano* (Shawnee)
  - Absentee Shawnee
  - Eastern Shawnee (Incl. Modoc)
- Shawnee (zie Shawano)
- Shoshoni (zie Newe)
- Tamique
- Tonkawa (zie Kadohadacho → Hasinia → Kitikiti'sh)
- Tsitsistas (Cheyenne)
  - Noordelijke Cheyenne
    - Notameohmésêhese (Ohmésêhese)
    - So’taa’e (Sutai)

  - Zuidelijke Cheyenne
    - Heévâhetane
- Tsitsistas (Cheyenne)*
- Tsoya'ha (Yuchi, Euchee)* (Oorspronkelijk volk maar als zodanig niet federaal erkend; politiek lid van de Muskogi-federatie)
- Tsúùtínà (Sarcee, Sarsi)
- Wichita (zie Kadohadacho → Hasinia → Kitikiti'sh → Tayovayas)
- Wyandotte (Wendat, Wyandot)*

## Indianen van het Zuidoosten
- Ahniyvwiya (Tsalagi, Cherokee)
- Ais (Historisch volk)
- Alabama (volk) (Historisch volk)
- Apalachee
- Bidai
- Biloxi
- Caddo (zie Kadohadacho)
- Calusa
- Catawba (zie Iswa)
- Chatot
- Chawasha
- Cheroenhaka (Nottaway, Nottaway)
- Cherokee (zie Ahniyvwiya)
- Chiaha
- Chickahominy
- Chickamauga
- Chitimacha
- Coharie
- Creek (zie Muskogi)
- Cusabo
- Houma (niet federaal erkend)
- Iswa (Catawba)
- Jeaga
- Kadohadacho (Caddo Federatie)
  - Adai
  - Anadarko
  - Cahinnio
  - Doustioni
  - Guasco
  - Haina
  - Hasinia (Teyas, Tejas, Teyshe, Atakapa)
    - Akokisa (Historisch volk)
    - Atakapa (Western Atakapa)
      - Bidai
      - Deadose
      - Patiri
      - Tlacopsel

    - Han
    - Ishak (Eastern Atakapa, Attacapa)
    - Jumano
    - Kitikiti’sh (Kirikirish, Wichita)
      - Tayovayas (Tawehash, Wichita)
      - Tawakarchu (Tawakoni)
      - Waco
      - Yskani
      - Akwesh
      - Asidahetsh
      - Kishkat
      - Korishkitsu
      - Kichai (historisch volk)
      - Panimaha (Skidi Pawnee, Pawnee Loup) (historisch volk)
      - Karankawa
      - Tonkawa

  - Kadohadacho (Caddo)
  - Nakanish
  - Nakogdoche
  - Namidish
  - Nantasaho
  - Nasoni (?)
  - Natchitoches
  - Necanhan
  - Neches
  - Sahnish (Arikara, Arikaree of Ree)
  - Yatasi
- Koasati
- Lumbee (slechts gedeeltelijk federaal erkend)
- Mattaponi
- Meherrin
- Mobile
- Mocama
- Monacan (zie Piedmont Siouan)
- Muskogi (Muskogee)
  - Muskogi (Muskogee, Creek)
  - Alibamu (Alabama)
- Chahta* (Choctaw)
- Chikasha* (Chickasaw)
- Koasah (Coushatta)
- Coushatta-Alabama (Alibamu-Koasah, Alabama-Coushatta, Alabama-Coushatti)
- Hitchiti
- Mikasuki (Miccosukee)
- Nahyssan (zie Piedmont Siouan → Monahassanaugh)
- Nansemond
- Natchez
- Nottoway (zie Cheroenhaka)
- Occaneechi-Saponi (zie Piedmont Siouan)
- Ofo (Historisch volk)
- Pee Dee
- Pensacola
- Piedmont Siouan (Historische condederatie)
  - Eno (historisch volk)
  - Manahoac (historisch volk)
    - Hassinunga
    - Manahoac
    - Ontponea
    - Shackakonia
    - Stegaraki
    - Tanxnitania
    - Tegninateo
    - Whonkentia

  - Monaccan (Monacan; historisch volk)
  - Monahassanaugh (Nahyssan, Niasont) (historisch volk)
  - Occaneechi (historisch volk)
  - Saponi (historisch volk)
  - Saponi (historisch volk)
  - Sissipaha (Sissipahaw, Eastern Blackfoot) (historisch volk)
  - Shockori (historisch volk)
  - Tutelo (Tutero) (historisch volk)
- Rappahannock
- Sissipaha (zie Piedmont Siouan)
- Skaruren (Tuscarora)
- Saponi (zie Piedmont Siouan)
- Seminole
- Taensa
- Tawasa
- Tekesta
- Timucua
- Topachula
- Tsoya'ha (Yuchi, Euchee) (Sinds ca. 1725 onder de naam 'Yuchi' politiek lid van de Muskogi-federatie)
- Tutelo (zie Piedmont Siouan)
- Tunica
- Waccamaw
- Woccon
- Yamasee

## Indianen van het Zuidwesten
- Ak Chin
- Apache (zie N'de)
- Aranama (Hanáma, Hanáme, Chaimamé, Charinames, Xaranames, Taranames)
- Cochimi
- Cochiti
- Cocopa
- Comecrudo
- Cotoname (Carrizo de Camargo)
- Dineh (Diné, Navajo, Navaho)
- Halchidhoma
- Hano
- Hualapai
- Havasupai
- Hohokam
- Jumano
- Karankawa
- Kavelchadhom
- Laguna (stam)
- Los Luceros
- Mamulique
- Maricopa (zie Yokut)
- Mohave
- Mojave-Apache: zie Wipuhk'a'bah
- N’de (Tinde, Inde, Diné, Apache)
  - Chiricahua
  - Dilzhe’e Apache
  - Jicarilla
  - Mescalero
  - Westelijke Apache (Coyotero Apache)
- Nambe
- Navajo, Navaho (zie Dineh)
- Opata
- Pericu
- Pima
- Pima Bajo
- Piro
- Pueblo
  - Acoma
  - Hopi
  - Isleta
  - Isleta del Sur
  - Jemez
  - Keres
  - Pecos
  - Picuris
  - Sandia (Nafiat was de naam voor de Bernalillo Pueblo)
  - San Carlos
  - San Felipe
  - San Idelfonso
  - San Juan
  - Santa Ana
  - Santa Clara
  - Santo Domingo
  - Taos
  - Tesuque
  - Tewa
  - Tigua
  - Zia
  - Zuñi
- Qahatika
- Quechan (Yuma)
- Solano
- Suma
- Tamique
- Toboso
- Tohono O'odham (Papago)
- Noordelijke Tonto
- Zuidelijke Tonto
- Ubate
- Waicuri
- Walapai
- White Mountain
- Wipuhk'a'bah (Yavapai, Mojave-Apache)
  - Yavapai-Apache Nation
  - Yavapai-Prescott
- Yaqui
- Yavapai (zie Wipuhk'a'bah)
- Yokut (Maricopa)